# Ohhh...Alright...
Ohhh...Alright... est une peinture de Roy Lichtenstein réalisé en 1964. Cette œuvre représente dans le style d'une bande dessinée une jeune femme rousse tenant à deux mains un combiné téléphonique, un phylactère nous apprenant qu'elle est en pleine conversation avec un interlocuteur qu'elle approuve. Un temps la propriété de Steve Martin puis de Steve Wynn, cette peinture est toujours conservée au sein d'une collection privée.